# Honorář
Honorář (z německého Honorar) je finanční odměna používaná u svobodných povolání jako je např. umělec, právník, autor (také novinář) nebo lékař či architekt.